# Stanisława Trebunia-Staszel

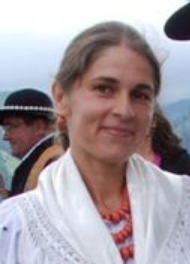
Stanisława Trebunia-Staszel

Stanisława Trebunia-Staszel, polska etnolog i antropolog kulturowa, nauczycielka akademicka, dr hab. nauk humanistycznych, profesor Uniwersytetu Jagiellońskiego.

## Życiorys
W 1995 ukończyła studia etnologiczne na Uniwersytecie Jagiellońskim, a w 1993 dwuletnie studium pedagogiczne przy Politechnice Krakowskiej. W 2000 uzyskała stopień doktora nauk humanistycznych broniąc pracę doktorską pt. Rola podhalańskiego ruchu regionalnego w kształtowaniu kultury regionu. 
W 2020 roku uzyskała stopień doktora habilitowanego na podstawie książki pt. «Lud zdolny do życia». Górale Podhalańscy w oczach niemieckiego okupanta. W 2022 decyzją Rady Wydziału Historycznego UJ, otrzymała tytuł profesora uczelni na Wydziale Historycznym Uniwersytetu Jagiellońskiego.
Od 2020 pełni funkcję dyrektora Instytutu Etnologii i Antropologii Kulturowej UJ, a od 2014 kierownika Podyplomowego Studium Muzeologicznego na Wydziale Historycznym UJ. Aktualnie jest przewodniczącą Rady Muzeum Etnograficznego w Krakowie oraz wiceprzewodniczącą Rady Naukowej Związku Podhalan. Jest redaktorką naczelną czasopisma „Prace Etnograficzne” Zeszyty Naukowe UJ oraz rocznika „Almanach Nowotarski”. Działa w Stowarzyszeniu „Drogami Tischnera”. Współpracuje z zespołami podhalańskimi.
W latach 1994–1998 pełniła funkcję kierownika, a następnie dyrektora artystycznego (2000-2014) Międzynarodowego Festiwalu Folkloru Ziem Górskich w Zakopanem. W latach 1990–1997 była kierownikiem artystycznym Studenckiego Zespołu Góralskiego „Skalni” w Krakowie.
Jest honorowym członkiem Stowarzyszeń: „Drogami Tischnera”; „Związek Podhalan”; „Kobiety Podhala”. Autorka programów artystycznych i widowisk regionalnych, m.in.: Małe Ojczyzny ks. Tischnera (2010); Z podhalańską modą przez wieki (2011).

## Zainteresowania badawcze
Zajmuje się etnografią Polski i Karpat oraz teorią i praktyką muzealną. Przedmiotem jej badań są m.in. lokalne i regionalne tradycje kulturowe ujmowane w kontekście współczesnych praktyk tożsamościowych. Od kilkunastu lat jej zainteresowania badawcze koncentrują się wokół antropologii wojny, w szczególności zaś działalności niemieckiego Institut für Deutsche Ostarbeit na terenie okupowanej Polski. W swoich pracach opiera się na badaniach terenowych prowadzonych w Polsce, Słowacji i Rumunii. Wykonawca wielu projektów krajowych i międzynarodowych, m.in. CULT RURAL, CAPENPAL. Kierownik grantu OPUS 5 Narodowego Centrum Nauki (2014-2016).

## Publikacje (wybór)[5]

### Książki
- «Lud zdolny do życia». Górale podhalańscy w oczach niemieckiego okupanta, Warszawa, 2019
- Śladami podhalańskiej mody. Studium z zakresu historii stroju podhalańskiego, Kościelisko 2007, 2 wyd. 2010
- Podhalanie. Wokół tożsamości (współautor Agnieszka Gąsienica-Giewont), Zakopane - Wrocław 2022
- Rodzinne zwyczaje i obrzędy mieszkańców pogranicza polsko-słowackiego Nowy Targ – Kieżmark, Nowy Targ 2021
- Anthropology and Ethnology during World War II. The Activity of Sektion Rassen- und Volkstumsforschung Institut für Deutsche Ostarbeit in the Light of New Source Materials, (współredaktorzy: M. Maj, M. Brocki) Kraków 2019

### Artykuły
- Between Museum Theory and Practice, „Zbiór Wiadomości do Antropologii Muzealnej”, nr 10:2023
- Obrazy czasu wojny: nieoczywiste konteksty, znaczenia, sensy, „Przegląd Archiwalny IPN”, T. 16:2023
- Kult Matki Bożej Jaworzyńskiej w krajobrazie religijnym Podhala – dawne i współczesne konteksty [w:] 160. Rocznica objawień maryjnych na Wiktorówkach, red. A. Mlekodaj, ks. K. Kamieński, Z. Moździerz, Zakopane 2023
- Human Lives Are Getting Cheaper, “Prace Etnograficzne” Zeszyty Naukowej UJ, T. 50:2022
- Between Words and Silence: Ethical challenges in researching memory conflicts in digital era, “Culture Unbound. Journal of Current Cultural Research”, vol, 14 No.2:2022 (współautor M. Golonka-Czajkowska)
- Strój, który łączy i dzieli": transpozycje i rekonstrukcje w stroju podhalańskim w kontekście procesów tożsamościowych, [w:] (Re)konstruowane stroje ludowe jako znak manifestowania tożsamości lokalnej, red. A. W. Brzezińska, A. Paprot-Wielopolska M. Tymochowicz, Wrocław 2020
- War and Science. A Few Thoughts on the Research of the Institut für Deutsche Ostarbeit in Occupied Poland, „Prace Etnograficzne” ZNUJ T.46:2018
- Muzeum Tatrzańskie jako laboratorium dziedzictwa, „Journal of Urban Ethnology” 16/2018
- Naród – rasa – kultura. Nazistowskie badania rasowe i etnograficzne na Podhalu, [w:] Kolokwia Antropologiczne II, Warszawa 2017
- Zwierciadło życia – czyli Tischnerowe rozważania o góralszczyźnie, [w:] Pro memoria. Ks. Józef Tischner. Filozof szczęsnych darów, Gdańsk 2007

Przetłumaczyła na gwarę podhalańską Małego Księcia oraz Kubusia Puchatka. Powstały na tej podstawie książki Mały Królewic (2020) oraz Miś Kudłocek (2023)